# 人民路 (广州)
人民路是位于中国广东省广州市的一条主干道，呈南北走向，全长4562米，宽31米。该道路南起沿江西路西濠口，北至环市西路的广州火车站，横跨越秀与荔湾两个市区。全路分南、中、北三段，由沿江西路至上九路、大德路路口为人民南路，往北至中山六路、中山七路路口为人民中路，再往北为人民北路。目前，流花路路口以南的车辆通行方向为双向行驶，流花路至站南路之间仅保留一条北往南车道，再往北便是南往北单向行驶。

## 歷史

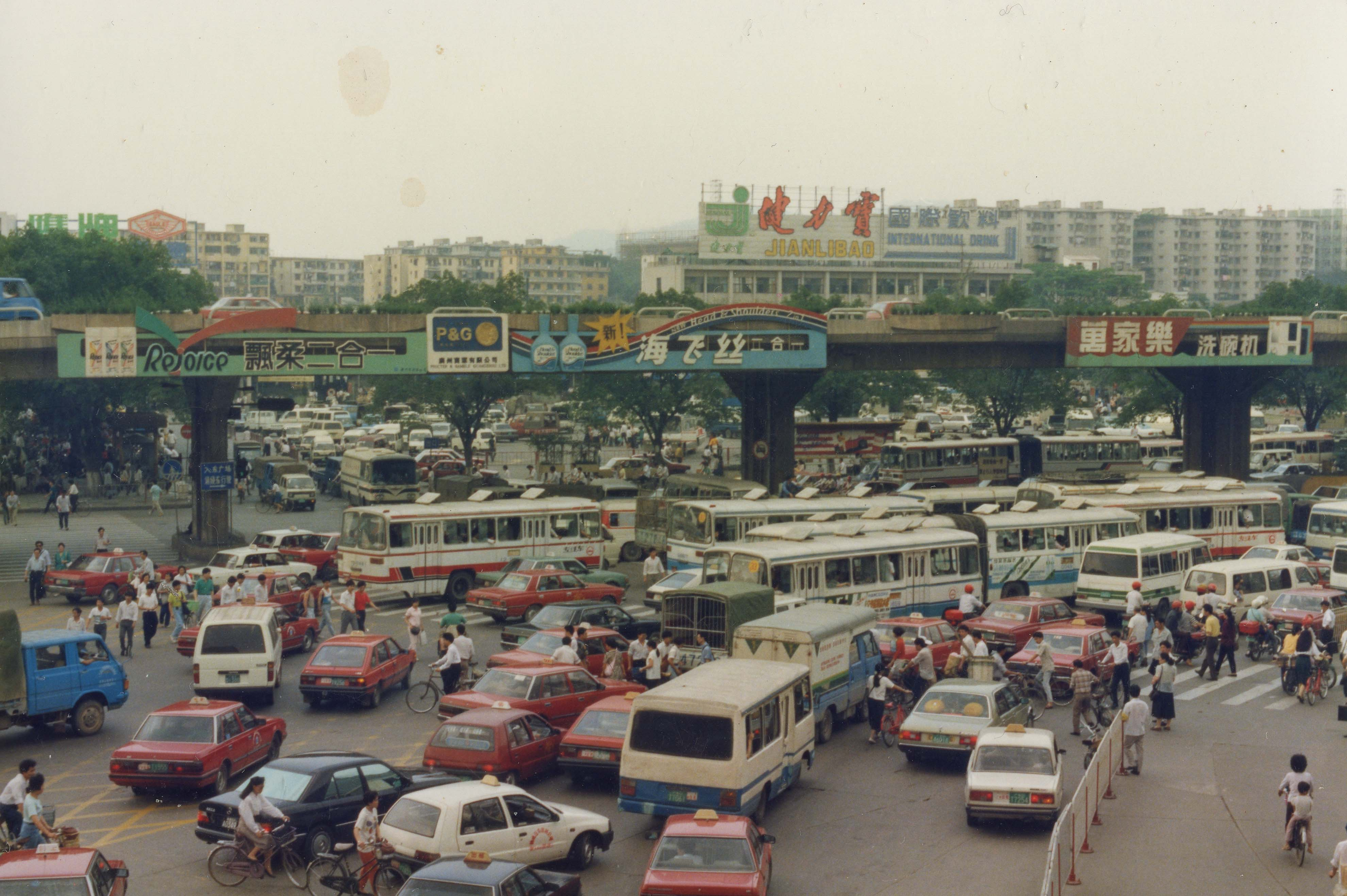
1991年遠眺廣州火車站東廣場，該處為人民北路右轉環市西路交匯處。大北立交橋上可見健力宝、飄柔、廣東万家乐的繁体字商標，以及海飞丝的簡體字商標。儘管政府容許繁體字設計商標，至2020年上述品牌僅餘健力寶保留繁體字商標。

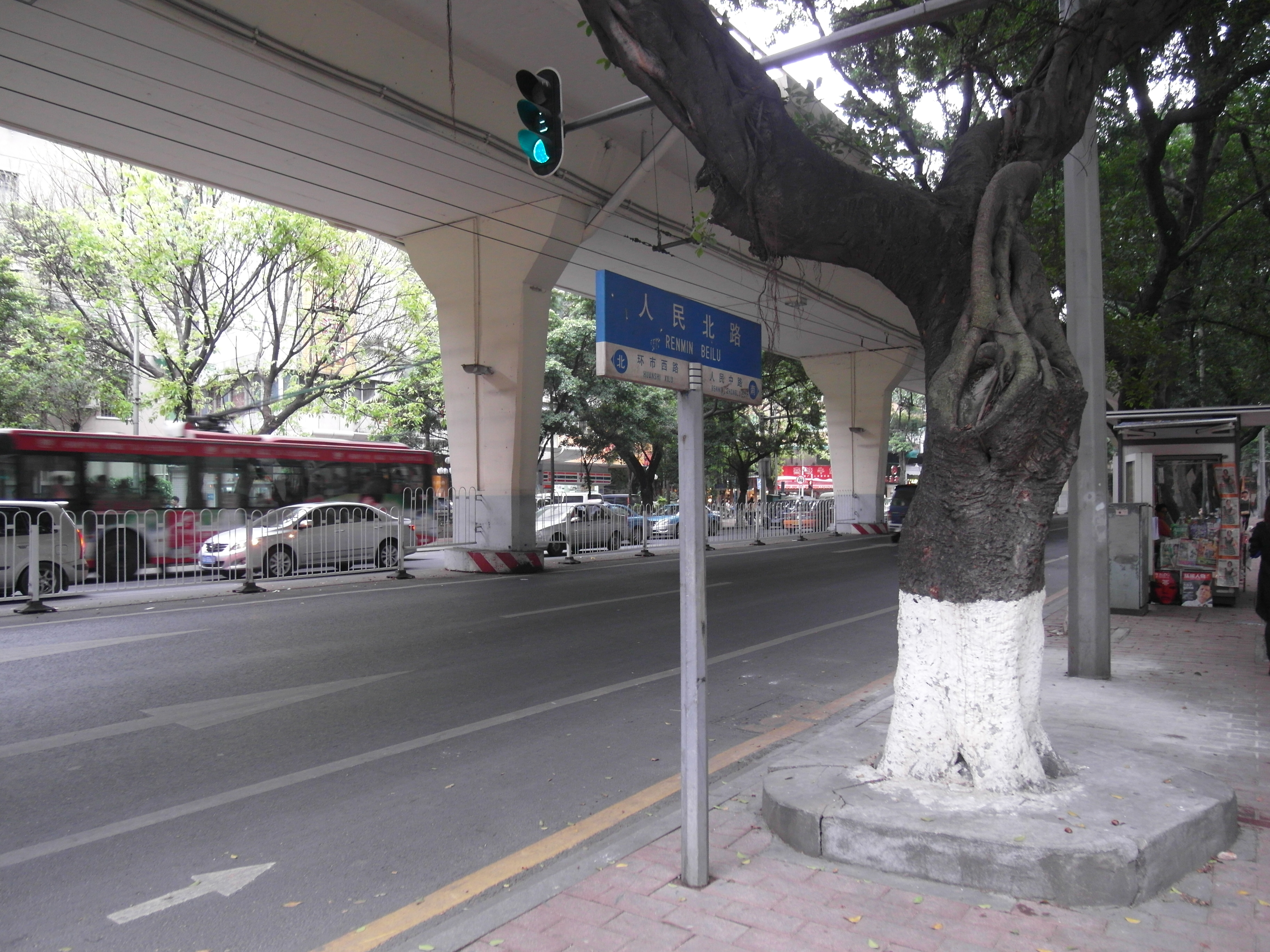
人民北路

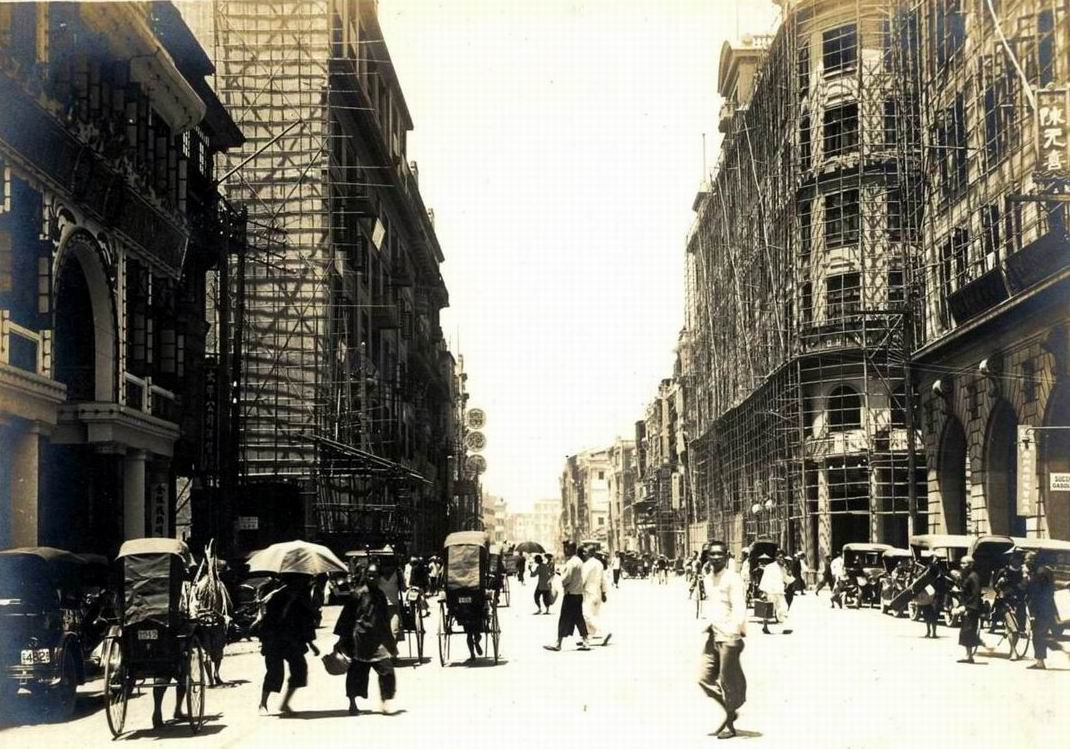
太平南路（現人民南路）

人民路的大部分路段原是广州的西部城墙，将城内与西关商业区隔开。中华民国九年（1920年）开始拆除城墙、修筑马路，当中包括太平南路（意即太平門之南）、太平北路（两段太平路合为今沿江西路至大德路段）、豐寧路（今大德路至中山六路段，取「豐澤康寧」之意）以及長庚路（今中山六路至方便医院，现广州市第一人民医院段）；中华人民共和国成立后不久修建虎長路（今广州市第一人民医院至东风西路段）；再往北则修建于20世纪60年代至1974年建成。
這裡曾是廣州最好的騎樓街，在這裡可以找到古羅馬建築、文藝復興時期建築、哥特式建築等多種風格。文革前的花市就是在這條路上擺的，是三個全市性一級商業中心之一，一直到1960年代上半葉都是廣州最繁華的地段之一。1920年代建成，是廣州最早的古典歐陸式建築風格的新華酒店（嘉南堂）和新亞酒店（南華樓），是當時廣州最豪華的酒店。這兩座騎樓式酒店建築堪稱中國最豪華的騎樓空間，視覺效果十分震撼。
1966年文化大革命期間，太平路（含南北兩端）、豐寧路、長庚路、虎長路這四條舊馬路，被當局合併起來改叫「人民路」。1985年5月，英國女王伊莉莎白二世的妹妹瑪嘉烈公主抵達廣州到訪期間，迎賓車隊特意巡遊了人民南路。 

### 交通改造
1986年从流花湖畔往南的人民路上加建人民路高架路。有意見稱，由於高架路阻擋了馬路兩旁的騎樓景觀，亦令騎樓下方街道陰暗，才使當年的商業旺地沒落，所以要求清拆高架路的聲音日漸增多。不過反對者就認為，沒有高架路的人民路將會出現長期大塞車的現象。
1990年代初，为配合东风路全线改造，取消红绿灯，人民路车辆双向行驶至东风路时不能沿人民路直行，必须右转东风路，车辆可在盘福立交或东风西路高架桥掉头。10吨以下车辆可使用人民路高架桥横跨东风路。

## 与之交汇道路
道路顺序由南往北排列，粗体字為主干道。
- 沿江西路
- 西堤二马路
- 西濠二马路
- 十三行路、仁济西路
- 和平东路、一德路
- 大新路
- 上九路、大德路
- 长寿东路
- 观绿路
- 龙津东路、惠福西路
- 光塔路
- 中山七路、中山六路
- 净慧路
- 西华路
- 东风西路
- 流花路
- 站南路
- 环市西路

## 公共交通
- 广州地铁1号线西门口站
- 广州地铁11号线流花站

均在鄰近人民路位置設有出口。